# Yayla-Arena
Die Yayla-Arena (bis Ende 2018 KönigPALAST) ist eine Mehrzweckhalle in der nordrhein-westfälischen Stadt Krefeld. Sie wurde gegenüber der Rheinlandhalle, der bisherigen Eissporthalle, erbaut und ersetzt diese seit dem Dezember 2004 als Spielstätte der Krefeld Pinguine aus der DEL2. Des Weiteren finden Konzerte und andere Sportveranstaltungen wie Boxen oder Tennis sowie TV-Aufzeichnungen in der Yayla-Arena statt.

## Geschichte
Der Neubau einer Halle zum vorrangigen Zweck der Nutzung durch die Krefeld Pinguine wurde schon seit längerem gerade von Eishockeyfans und Verantwortlichen des Vereins gefordert. Die aus den 1930er Jahren stammende Rheinlandhalle, die bisherige Heimstatt der Pinguine entsprach nicht mehr den Anforderungen einer modernen Eissporthalle. Mit dem Plan der Stadt Krefeld, eine Mehrzweckarena zu errichten, entbrannten in der Bevölkerung eine Diskussion über den Zweck einer Arena im Angesicht mehrerer Veranstaltungsarenen im Umfeld, beispielsweise der Philipshalle Düsseldorf, des Eissportzentrums Grefrath oder der Lanxess-Arena in Köln, sowie der schwierigen Haushaltslage der Stadt. Ein weiterer Diskussionspunkt war der Standort der neuen Arena. Zur Diskussion standen zum einen, ein Standort im direkten Umfeld der beiden bestehenden Krefelder Eishallen an der Westparkstraße und zum anderen der Bau auf einer Brachfläche am Hinterausgang des Krefelder Hauptbahnhofes in der Südstadt. Am 1. Februar 2001 schließlich beschloss der Rat der Stadt, eine neue Mehrzweckarena an der Westparkstraße zu errichten. Nach den entsprechenden Ausschreibungen wurde die Hochtief Construction AG mit der Planung und Errichtung der Halle beauftragt. Als Architekt war das Büro RKW Rhode Kellermann Wawrowsky aus Düsseldorf tätig.
Im Februar 2003 sicherte sich die Duisburger König-Brauerei mit ungefähr 5 Millionen Euro die Namens- und Ausschankrechte für die Halle. Im Juni 2003 kam es schließlich zum Abschluss eines Pachtvertrages zwischen der Krefelder Bau GmbH als Investor und Bauherr sowie der Seidenweberhaus GmbH als Betreiber der Halle. Am 27. August 2003 erfolgte der erste Spatenstich, am 7. Mai 2004 konnte das Richtfest gefeiert werden. Am 4. Dezember 2004 wurde die Arena schließlich mit einem Konzert von Sarah Connor eröffnet. Das erste DEL-Spiel fand am 17. Dezember 2004 mit der Begegnung Krefeld Pinguine gegen die Eisbären Berlin vor über 7500 Zuschauern statt.
Am 21. Dezember 2006 ereignete sich ein Störfall im Kühlsystem der Arena, bei dem sehr geringe Mengen Ammoniak austraten. Nach dem Störfall spielten und trainierten die Pinguine wieder in der Rheinlandhalle, da das Kühlmittel in Tanks eingelagert und die Eisfläche abgetaut wurde. Für eislose Veranstaltungen stand die Arena weiterhin zur Verfügung. Etwa zwei Monate nach dem Ereignis war die Arena wieder für Eishockeyspiele der Krefeld Pinguine verfügbar.
Seit 2018 wird das Eishockeyturnier Deutschland Cup in der Arena ausgetragen. Die Vereinbarung galt zunächst für drei Jahre. Auch 2021 wird das Turnier, vom 11. bis 14. September, in der Krefelder Halle stattfinden.
Am 29. August 2018 wurde bekannt, dass die in Krefeld ansässige Yayla Türk GmbH, ein türkischer Lebensmittelvertrieb, zum 1. Januar 2019 neuer Namenssponsor der Krefelder Mehrzweckhalle wird. Sie löste die König-Brauerei als Namensgeber ab. Aus dem Königpalast wurde die Yayla-Arena. Die Seidenweberhaus GmbH und die Yayla Türk GmbH einigten sich auf eine Vertragslaufzeit von fünf Jahren plus einer Option auf zwei weitere Jahre. Einige Wochen zuvor wurde das Unternehmen schon als neuer Trikotsponsor der Pinguine vorgestellt.
Im Sommer 2021 erhält die Arena einen neuen Videowürfel und ersetzt das alte Modell von 2004. Schon 2019 installierte man für die Pinguine ein Flex-Banden-System. Im folgenden Jahr wurde die Showlichtanlage sowie die Spielfeld- und Tribünenbeleuchtung mit LED-Technik erneuert. Der neue 4K-Würfel soll auf jeder seiner vier Seiten 28 m² Projektionsfläche bieten.

## Architektur
Bei der Planung wurde besonders darauf geachtet, den Hexenkesseleffekt aus der Rheinlandhalle zu importieren. Die als Fassade verbauten Gussglaselemente können je nach Veranstaltung verschieden illuminiert werden. Für Konzerte etc. wird die Eisfläche mit isolierenden Bodenplatten abgedeckt.

### Kapazität
Die Arena hat ein Platzangebot von maximal 9500 Steh- und Sitzplätzen bei Veranstaltungen und 8029 Plätze bei Eishockeyspielen, aufgeteilt in ca. 4642 Sitz- und 2850 Stehplätze. Die Stehplätze befinden sich auf der Nord- und Südtribüne. Des Weiteren bestehen 22 Logen, die insgesamt 418 Besuchern Platz bieten, sowie 199 Business-Seats auf der Haupttribüne.

## Galerie

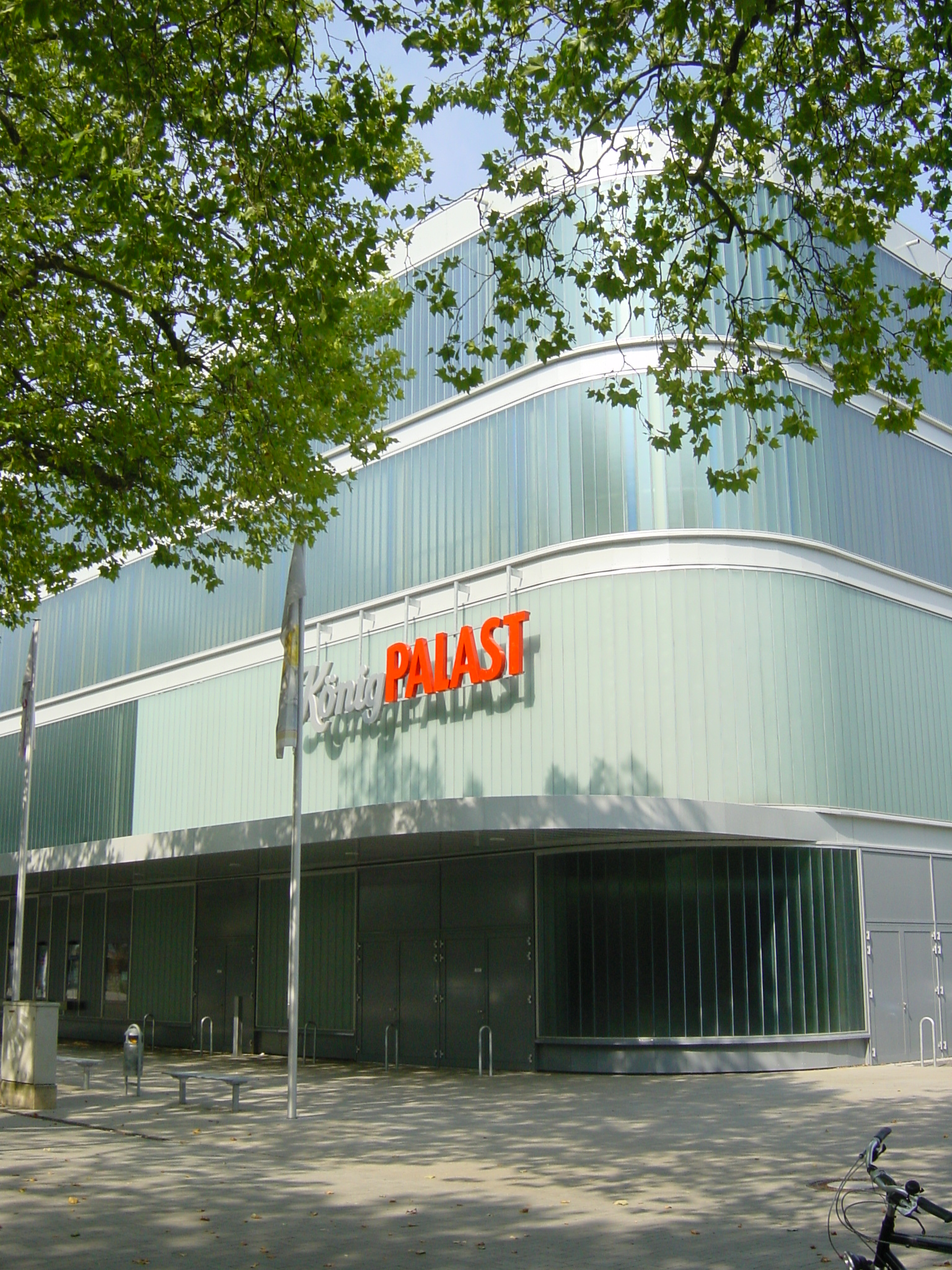
Außenansicht
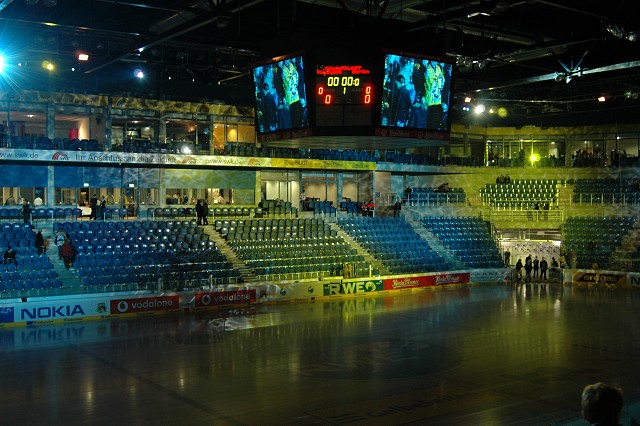
Innenansicht
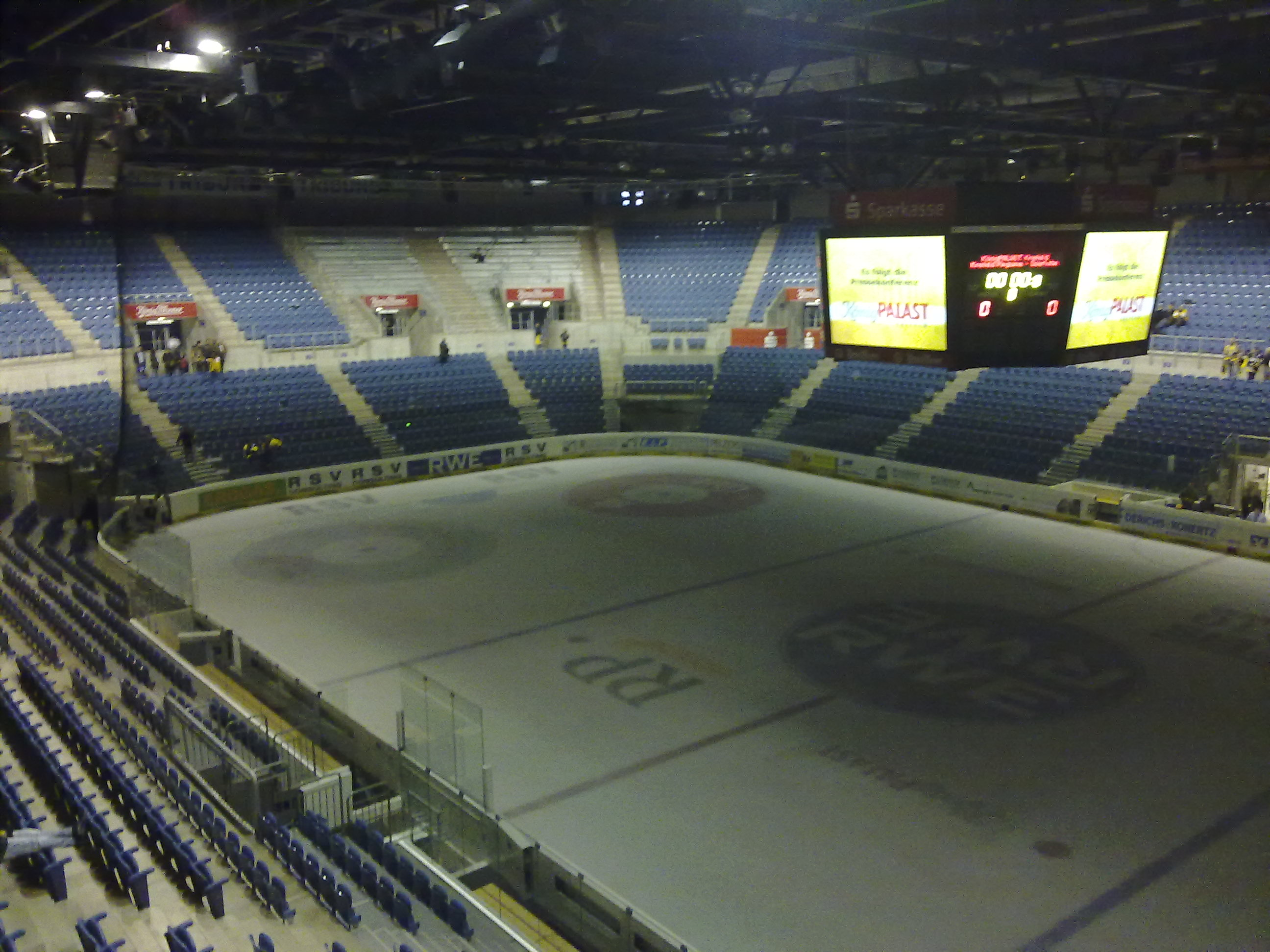
Sicht auf den Gästeblock
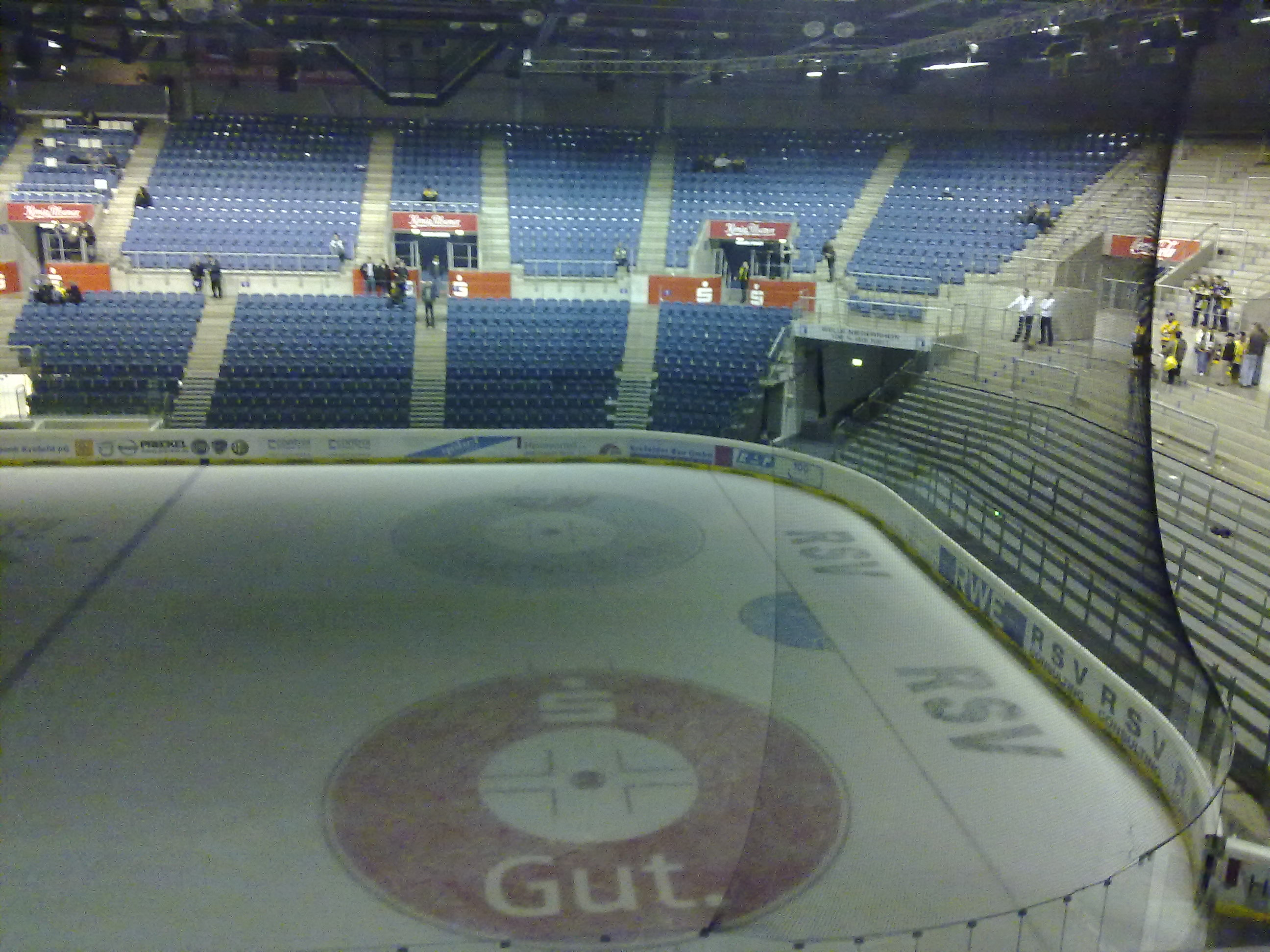
Die Stehplatztribüne
Altes Logo des Königpalastes